# Croton morifolius
Espèce
Classification APG III (2009)
Croton morifolius est une espèce de plantes à fleurs du genre Croton et de la famille des Euphorbiaceae présente du Mexique au Venezuela.

## Liste des variétés
Selon World Checklist of Selected Plant Families (WCSP) (11 oct. 2011) :
- Croton morifolius var. morifolius
- Croton morifolius var. sphaerocarpus (Kunth) Müll.Arg.

## Synonymes
- Oxydectes morifolia (Willd.) Kuntze
  - Croton sericeus Schltdl. & Cham. (nom illégitime, synonyme de la première variété)
  - Croton deppeanus Steud. (synonyme de la première variété)
  - Croton morifolius var. genuinus Müll.Arg. (synonyme de la première variété)
  - Croton fragilis var. sericeus Müll.Arg. (synonyme de la première variété)
  - Croton morifolius var. lanatus Müll.Arg. (synonyme de la première variété)
  - Croton rhamnifolius var. caudatus Pax (synonyme de la première variété)
  - Croton juigalpensis Standl. & L.O.Williams (synonyme de la première variété)
  - Croton sphaerocarpus Kunth (synonyme de la seconde variété)

## Remarque
- Croton morifolius var. obtusifolius Müll.Arg. n'est pas acceptée, elle est actuellement considérée comme variété de Croton mazapensis : Croton mazapensis var. obtusifolius (Müll.Arg.) G.L.Webster
- Croton morifolius var. brandegeeanus (Croizat) G.L.Webster n'est plus acceptée, ce nom est synonyme à Croton flavescens Greenm.